# Salpêtrien

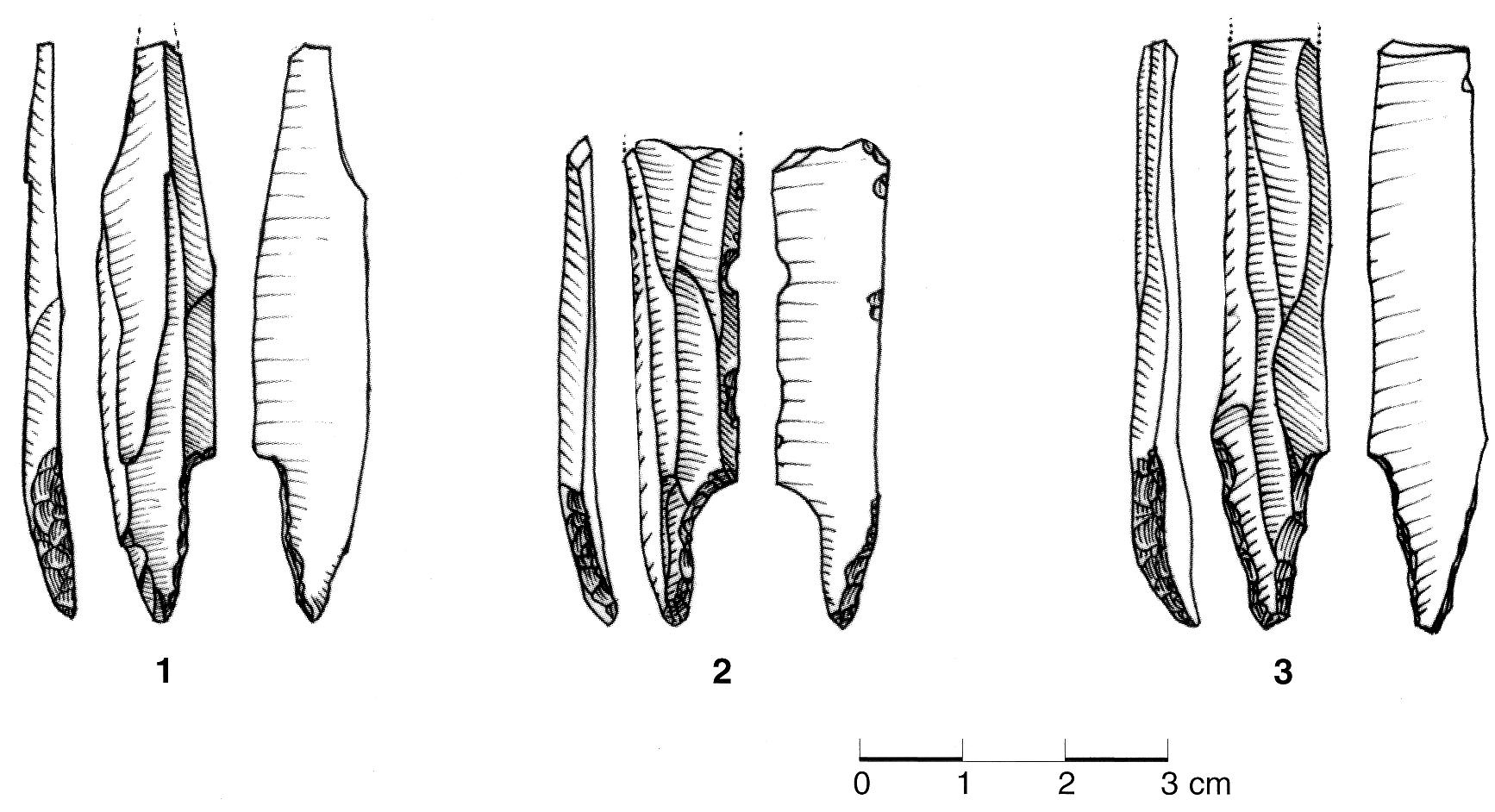
Pointes à cran à retouche abrupte de type méditerranéen.
Niveau salpêtrien de la grotte de la Salpêtrière (Remoulins, Gard), fouilles Gimon, collections du Muséum de Nîmes.

Le Salpêtrien est une industrie du Paléolithique supérieur spécifique au Languedoc oriental et définie à la grotte de la Salpêtrière, située à proximité du Pont-du-Gard (Remoulins, Gard). 
Cette industrie (Salpêtrien ancien) a été définie en 1964 par le préhistorien Max Escalon de Fonton (CNRS) à partir du niveau 6 mis au jour dans la grotte au cours de ses fouilles. L'attribution d'une seconde phase à microgravettes et rares pointes à cran à un Salpêtrien supérieur est actuellement remise en cause.
De 1974 à 1980, de nouvelles fouilles menées par Frédéric Bazile (CNRS) ont apporté une meilleure connaissance de cette période et surtout permis d'obtenir plusieurs datations convergentes qui placent le Salpêtrien autour de 19 000 ans BP.
Le Salpêtrien est considéré comme une industrie ayant évolué à partir du Solutréen supérieur local tel qu'on le connaît à la Baume d'Oullins dans les gorges de l'Ardèche. Il se caractérise par l'absence de retouche solutréenne et par l'importance des pointes à cran à retouche abrupte de type méditerranéen déjà présentes dans le Solutréen supérieur. Ces pointes à cran sont façonnées sur des supports lamellaires extrêmement normés obtenus à partir de nucléus bipolaires très cintrés. Cette morphologie permet d'augmenter l'épaisseur et donc la solidité des supports. Ces pointes à cran sont accompagnées de lamelles à dos et du cortège d'outils classiques du Paléolithique supérieur. 
Un réexamen du Salpêtrien supérieur et des datations autour de 13 000 BP ont permis de reconsidérer son attribution culturelle et d'y voir un Épigravettien. Par conséquent, l'hypothèse selon laquelle le Salpêtrien supérieur évoluerait vers le Magdalénien, a fortement été remise en cause.